# Estadio du Hameau
El Estadio du Hameau (oficialmente y en francés, Stade du Hameau)  - antes Estadio Olímpico du Hameau o Estadio Colonel  de Fornel -  es un recinto deportivo ubicado en Pau (Pirineos Atlánticos, Francia). Se encuentra en el barrio del Hameau. 
Es propiedad de la ciudad de Pau, y el club de residentes es el club de Rugby, la Section Paloise.
La construcción del estadio comenzó a principios de 1948. Fue inaugurado en 1948, pero totalmente remodelado y reinaugurado en 2017. 
Con una capacidad de 18 324 personas, antes de la construcción de la segunda tribuna lateral, el estadio acoge desde 1991 los partidos de rugby de la Section Paloise, que hasta entonces se celebraban en el Stade de la Croix du Prince desde 1910.
El Pau Football Club dejó este estadio en 2018, y ahora tiene su propio estadio cuyo nombre aún no ha sido revelado. El estadio también alberga otros eventos deportivos y culturales, incluyendo la final del Pro D2 de 2019. 
Es el estadio más grande de Pirineos Atlánticos.

## Hitos históricos

### La construcción del Estadio Coronel De Fornel
La Escuela Normal de Gimnasia Militar de Joinville se estableció el 15 de julio de 1852 y tuvo que cerrar sus puertas en 1939 debido a la Segunda Guerra Mundial. Sin embargo, los antiguos ejecutivos reanudaron sus funciones en 1941 en establecimientos civiles y militares como la Escuela Nacional de Instructores y Deportistas de Antibes, el Instituto Nacional de Deportes de París, las Escuelas Nacionales de Preparación Física Militar de Pau y Antibes y el Centro de Deportes del Ejército de Pau.
En 1941, la ciudad de Pau acogió la Escuela de Entrenamiento Militar y Deportivo (EIMS). La Segunda Guerra Mundial y la invasión de la Zona Franca interrumpieron sus actividades, que se reanudaron en la Liberación de Francia en 1945 bajo el nombre de Escuela Nacional de Entrenamiento Físico Militar (ENEPM). La misión de esta escuela es formar a los oficiales y suboficiales encargados de los deportes en el cuerpo de tropas del Ejército y la Fuerza Aérea. Los profesores civiles de educación física y deportes dirigen y supervisan la práctica de los deportes de grupo e individuales.
A finales de 1946, el Colonel de Fornel tomó el mando del ENEPM. Bajo su ímpetu, el establecimiento disfrutó de una notable actividad e influencia. Por lo tanto, se ha emprendido un trabajo en todas las áreas. El número de aprendices se duplicó.

### Estadio Olímpico du Hameau
Con el fin de satisfacer las crecientes necesidades de la École nationale d'entraînement physique militaire, se inició la construcción de un estadio a principios de 1947. Así, se puso en marcha una gran obra y los servicios técnicos de la ciudad de Pau aportaron su apoyo.
La inauguración tuvo lugar el 9 de octubre de 1949, evento que atrajo a más de 30.000 personas de todo el territorio de Béarn y sus alrededores para admirar a la élite del deporte francés y observar los saltos en paracaídas y las competiciones de atletismo. Los atletas Étienne Bally en sprint y Papa Gallo Thiam en salto de altura batieron los récords franceses ese día. En opinión de todos los atletas, las cualidades de la pista y los saltos eran excepcionales.
El Coronel de Fornel murió a principios de 1952 y poco después la escuela fue transferida a Antibes.
Es ahora el primer regimiento de paracaidistas (1er RCP) que toma posesión de las instalaciones por un período de seis años.

### El FC Pau, club residente desde 1960 a 1968
A partir de 1954, el terreno fue utilizado progresivamente por la ciudad de Pau para acoger a las asociaciones deportivas de esta ciudad en plena expansión económica con la explotación del yacimiento de Lacq, en el marco de un convenio firmado con el Ministerio de Defensa.
Así, es hacia finales de los años 50 que las asociaciones y clubes de Pau llegaron al estadio de Hameau y tomaron sus hábitos.
El FC Pau fue el primer club que se instaló en 1960 y permaneció allí hasta 1968, cuando el club se trasladó al estadio Ousse des Bois.

### El rugby en el XIII en los años 70 y 80
En 1972, el rugby regresó a Pau con la incorporación del AS Pau Béarn a la División Nacional. El club jugó en el Hameau, alternando con el estadio François-Récaborde, y en noviembre de 1972, en el marco de la Copa del Mundo organizada en Francia, el partido entre Gran Bretaña y Nueva Zelanda se jugó ante 8.000 espectadores.
En 1980, el estadio fue bautizado oficialmente como "Stade coronel de Fornel" y se realizaron trabajos de desarrollo desde los años 70 hasta mediados de los 80, con la construcción de una caseta de vigilancia, nuevas tribunas y el acondicionamiento del campo de juego.
El estadio fue entregado definitivamente a la ciudad de Pau en 1983.

### Instalación de la sección Paloise a principios de los 90.
El club de rugby de la ciudad, el Paloise Section, dejó su legendario estadio Estadio de la Cruz del Principe (Stade de la Croix du Prince) para ubicarse al Hameau en agosto de 1990.
La sección de Paloise se trasladó al Stade de la Croix du Prince en 1910, donde se escribieron algunas de las bellas páginas de la historia del club. Su mudanza al Hameau fue una pena para muchos aficionados. El primer partido tuvo lugar el 18 de agosto de 1990, contra Bègles-Burdeos en el desafío Du Manoir, y los verdes y los blancos perdieron 0-12 ese día.
Su capacidad máxima, que durante mucho tiempo fue difícil de evaluar debido al gran número de plazas de pie detrás de los postes, se estimó antes de la renovación en 2017 en unos 13.000 espectadores (varias fuentes cifran la cifra entre 13.000 y 14.500 para los más optimistas). Así, una de las mayores cifras de asistencia se estableció el 22 de enero de 1994 en la recepción de la ASSE para un partido de la Copa de Francia, con poco más de 13.000 espectadores. Una asistencia similar ocurrió el 11 de mayo de 2013 durante la semifinal del Top 14, en la que se enfrentaron los equipos Pro D2 de la  Section Paloise y el Stade Rochelais.
Durante la temporada 2014-2015, el estadio estará equipado con una tribuna temporal adicional con una capacidad de unos 400 asientos, adyacente a la tribuna de Auchan. Esta tribuna se retiró al final de la temporada y se ha empezado a construir una tribuna temporal con una capacidad de 2.996 asientos detrás de los puestos del este. Esta tribuna consiste en una tribuna central cubierta de 1.212 asientos y dos tribunas laterales descubiertas. La controversia se desató cuando los suscriptores se dieron cuenta de que las puertas de seguridad bloqueaban gran parte de la vista. El objetivo de las nuevas instalaciones es aumentar la capacidad del estadio a 18.426 asientos, incluyendo 17.000 asientos.
Los fanes de la Sección Paloise cantan regularmente la Honhada y la Immortelle.
A su regreso a la selección nacional, el Pau FC juega en el estadio Hameau, que será completamente renovado para la temporada 2017.

### Un estadio moderno de 18.000 asientos
El costo de la renovación es de 15,6 millones de euros, y el arquitecto es Palois Julien Camborde. La obra duró dieciocho meses, y movilizó a muchas empresas de construcción, con hasta 80 trabajadores en el punto álgido de la obra. La capacidad del estadio se aumentó a 18.852 asientos, incluyendo 3.000 asientos temporales y 1.500 palcos.
El Estadio du Hameau forma ahora una "U" y debería eventualmente ser equipado con una tribuna adicional para cerrar el recinto y formar un óvalo.
Los nuevos vestuarios tienen 28 plazas individuales y ofrecen un espacio de 60 m² para el calentamiento. Los visitantes de la Hamlet tienen ahora acceso a un amplio guardarropa de 87 m² con una zona de tratamiento equipada con res mesas de masaje. En un guiño a la historia, el "nuevo" Estadio del Hameau, con sus 18.324 asientos, fue inaugurado con ocasión del partido entre la sección de Paloise y la Union Bordeaux-Bègles, que fue el primer rival del club en este lugar.
El último partido del Pau FC en este estadio se jugó contra el Red Star Football Club el 10 de mayo de 2018. El Pau FC dejó el estadio en 2018 para tomar posesión de su nuevo Nouste Camp.